# Guilherme Milhomem Gusmão
Guilherme (* 22. Oktober 1988 in Imperatriz, Brasilien; voller Name: Guilherme Milhomem Gusmão) ist ein brasilianischer Fußballspieler.

## Karriere

### Vereine
Er spielte in der Jugend von Real Salvador und Cruzeiro. Im Januar 2009 wechselte er im Spielertausch für Kléber und fünf Mio. Euro zu Dynamo Kiew. Gleich in seinem ersten Spiel von Beginn an traf er dreimal. Im August 2009 wurde er für ein Jahr an ZSKA Moskau ausgeliehen.  Auch dort konnte er gleich zwei Tore in seinem ersten Spiel erzielen beim 3:0 über Krylja Sowetow Samara.
Zur Süper Lig Saison 2015/16 wechselte er im August 2015 in die Türkei zum Erstligisten Antalyaspor. Bei dem Klub erhielt er einen Vertrag über drei Jahre.  Bereits nach einer halben Saison ging Guilherme zurück nach Brasilien. Im Januar 2016 unterzeichnete er einen Kontrakt bei Corinthians São Paulo. In der Saison 2016 kam er zu zahlreichen Einsätzen, wurde aber zum Start der Meisterschaftsrunde 2017 bis Saisonende 2018 an den Ligakonkurrenten Athletico Paranaense ausgeliehen. Auch zur Saison 2019 kehrte Guilherme nicht zu Corinthians zurück. Er wurde an den EC Bahia bis Jahresende ausgeliehen. Der Kontrakt enthielt die Verlängerung um ein Jahr. Nach dem Gewinn der Staatsmeisterschaft von Bahia durch den Klub, wurde der Vertrag vorzeitig beendet und Guilherme unterzeichnete einen Vertrag bei Fluminense Rio de Janeiro bis Jahresende 2019.
Mit dem Auslaufen des Leihgeschäftes mit Fluminense endete auch der Vertrag von Guilherme mit Corinthians. 2020 blieb er bis August ohne eine neue Anstellung. Dann nahm ihn der Série B Klub América Mineiro unter Vertrag.

### Nationalmannschaft
Guilherme absolvierte vier Spiele für die U-20-Nationalmannschaft Brasiliens.

## Erfolge
Cruzeiro
- Brasilianischer U-20-Meister: 2007
- Copa São Paulo de Juniores: 2007
- Staatsmeisterschaft von Minas Gerais: 2008

Atlético Mineiro
- Copa do Brasil: 2014

Athletico Paranaense
- Staatsmeisterschaft von Paraná: 2018

Bahia
- Staatsmeisterschaft von Bahia: 2019

## Auszeichnungen
Er wurde zu einem der beiden besten Angreifer des brasilianischen Bundesstaats Minas Gerais im Jahr 2008 gewählt.